# 西沙灰毛豆
西沙灰毛豆（学名：Tephrosia luzonensis）为豆科灰毛豆属下的一个种。其种加词“luzonensis”意为“菲律宾吕宋岛的”。
现接受名为西沙灰毛豆（Tephrosia luzoniensis Vogel, 1843)。